# Tagoropsiella
Tagoropsiella is een geslacht van vlinders van de familie nachtpauwogen (Saturniidae).

## Soorten
- T. expansa Darge, 2008
- T. ikondae (Rougeot, 1974)
- T. kaguruensis Darge, 2008
- T. mbiziensis Darge, 2008
- T. mulanjensis Darge, 2008
- T. murphyi (Bouyer, 2000)
- T. nyikensis (Bouyer, 2000)
- T. rungwensis Darge, 2008
- T. tracenlis (Bouyer, 2002)
- T. upembana (Bouyer, 2008)